# Orange Walk Town
Orange Walk Town, verkorte vorm Orange Walk, is een stad in het Centraal-Amerikaanse land Belize en het bestuurlijk centrum van het gelijknamige district Orange Walk hierbinnen. De stad bevindt zich op de linkeroever van de rivier de New, op 106 kilometer ten noorden van Belize City en 50 kilometer ten zuiden van Corozal Town. Met 13.483 inwoners (2000) is het de derde stad van het land na Belize City en San Ignacio. Een groot deel van de bevolking bestaat uit Mestiezen, Creolen, mennonieten, Chinezen, Taiwanezen, Indiërs en volken uit Centraal-Amerika.

## Geschiedenis
In de dagen van de Maya's, die de regio vanaf 2000 v.Chr. bevolkten, stond de plek bekend als Holpatin en vormde een belangrijke handelsnederzetting voor het vervoer over het water. In het omliggende district, ten zuiden van de stad, bevindt zich de grootste Maya-tempel uit de pre-klassieke periode; Lamanai. De Maya's uit het gebied kwamen in de jaren 30 van de 16e eeuw in contact met de Europeanen, die op zoek waren naar het waardevolle campêchehout (Haematoxylum campechianum). Er ontstond daarop een oorlog over grondeigendom tussen beide groepen. Volgens een lokale legende -waarvoor echter geen enkel bewijs is- zouden de eerste Europese kolonisten hier een houten kerk hebben gesticht en plantten ze langs de weg ernaartoe aan beide zijden rijen met sinaasappelbomen, waarvan vervolgens de naam 'Orange Walk' zou zijn afgeleid.
Door de houtwerkers, die het campêchehout via de rivier naar de kust vervoerden, maakte de plaats een kortstondige economische bloei door. De Spaanse koloniale overheid claimde echter de hete Yucatán en deed verschillende pogingen om de houthakkers te verjagen van de rivier de New, tot uiteindelijk in 1798 een vredesverdrag werd getekend, waarbij het recht om er hout te hakken werd gewaarborgd. In 1848 ontvluchtten veel Maya's en Mestiezen de Kastenoorlog (1847–1901) uit Mexico en ontstond een grote immigratiegolf in het gebied, waardoor de bevolking sterk groeide. Deze oorlog bedreigde aanvankelijk ook de plaats, maar de Britten verkochten vuurwapens en munitie aan de lokale volkeren, wat een aantal handelaren uit Orange Walk Town geen windeieren legde. De oorlog kwam in de tweede helft van de 19e eeuw toch dichter bij de stad, waarop het Britse leger haar garnizoen er vergrootte met 80 man en in 1866 twee militaire expedities uitstuurde, zonder veel succes: de tweede expeditie mondde uit in een hinderlaag, waarop de Britten zich met verlies van een aantal mannen en munitie moesten terugtrekken. Dit leidde ertoe dat versterkingen werden aangevoerd vanuit Jamaica. Nadat de gemoederen weer wat waren bedaard, begonnen de inwoners zich te verzetten tegen het grote Britse garnizoen in hun midden, waarop een deel weer werd teruggetrokken. In 1872 telde Orange Walk ongeveer 1200 inwoners, meest Creoolse houthakkers en Mestizische kleine boeren (milpero's) met een bovenlaag van Britse bestuurders en overheidsfunctionarissen. Op 1 september 1872 voerde krijgsheer Canul een aanval uit op Orange Walk met ongeveer 150 mannen. De aanval duurde een dag, waarop de aanvallers zich weer terugtrokken. Hierop volgde een vredesverdrag, maar de bevolking was er niet gerust op en binnen vier jaar stonden twee houten forten bij de plaats. Een ervan, Fort Mundy, was niet veel meer dan een pallisademuur die de belangrijkste gebouwen moest beschermen. De andere, Fort Cairns, was een groot fort met een slotgracht en een open vlakte eromheen, om eventuele aanvallers van verre te kunnen zien aankomen (de aanval in 1772 had het garnizoen volledig verrast). Het fort was gebouwd door het West India Regiment. Beide forten werden later weer afgebroken, maar de omvang van het tweede fort is nog goed zichtbaar.
De komst van de mestiezen als gevolg van de kasteoorlog, bracht ook veel tradities mee, die tot op heden zijn gebleven in het gebied. De mestiezen introduceerden het suikerriet, dat in de jaren daarop de basis ging vormen van de opkomende Beliziaanse industrie.

## Economie
De suikerrietindustrie vormt nog steeds een belangrijke werkgever in het gebied en Orange Walk Town wordt dan ook wel Sugar City ("suikerstad") genoemd evenals haar inwoners als Citizen Cane bekendstaan. De lokale Tower Hill-suikerraffinaderij van het bedrijf Belize Sugar Industries is verantwoordelijk voor de verwerking van alle suikerriet uit Belize. Op 5 kilometer van de stad bevindt zich Cuello's Distillery, waar rum wordt gebrouwen. Om de afhankelijkheid van de suikermonocultuur wat af te laten nemen is de overheid al een aantal jaren bezig met het diversificeren van de landbouw, waarbij ingezet wordt op citrusvruchten, runderen en melkvee.
Het toerisme is een opkomende sector in de stad, die hierop redelijk is toegerust met hotels, restaurants, discotheken, een touroperator en een toeristeninformatiekantoor en presenteert zich als uitvalsbasis voor excursies naar de nabijgelegen Maya-ruïnes. Hiertoe behoren de oudste Maya-ruïnes van het land; de ruïnes van Cuello, alsook de ruïnes van Lamanai. Ten oosten van Lamanai bevindt zich het beschermde natuurgebied Río Bravo.